# CHADOPyF
La CHADOPyF fue una empresa fundada en Madrid de capitales argentinos y españoles dedicada al transporte subterráneo que existió entre 1930 y 1940.

## Origen

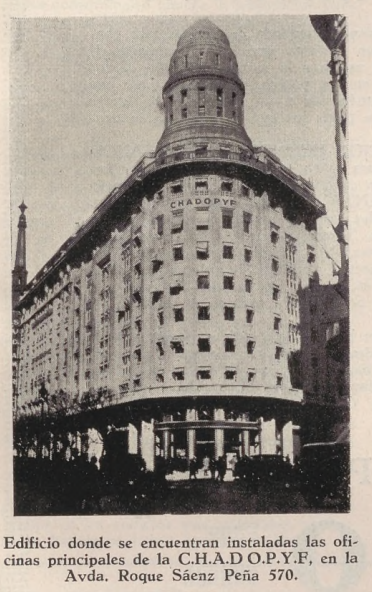
"Edificio donde se encuentran instaladas las oficinas principales de la C.H.A.D O.P.Y.F, en la Avda. Roque Sáenz Peña 570.", Buenos Aires. Revista argentina Hojas españolas de mayo de 1934.

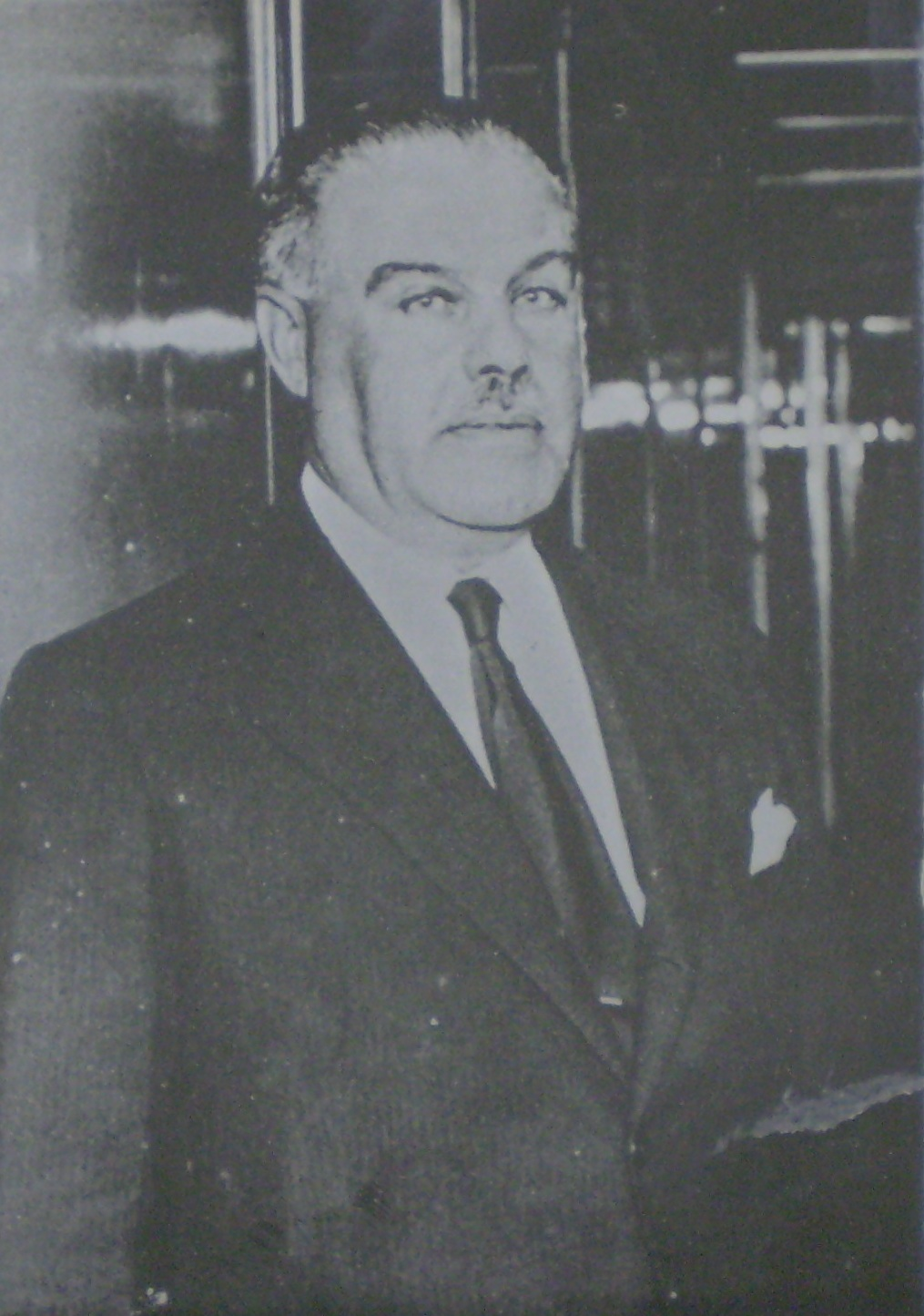
Rafael Benjumea, conde de Guadalhorce, fundador y presidente de la CHADOPyF.

La compañía surge en 1930 cuando, por consecuencia de la Primera Guerra Mundial y el crack de Wall Street de 1929, la Compañía de Tranvías Anglo Argentina (CTAA, constructora de la actual Línea A) se ve incapaz de llevar adelante la ampliación de la red de subterráneos. Luego de varios desencuentros con las autoridades, y ante la ausencia de inversión y desarrollo de empresarios argentinos, la concesión para las nuevas líneas es dada a la CHADOPyF, una empresa con sede en Madrid, presidida por el ingeniero español Rafael Benjumea, conde de Guadalhorce, con experiencia en planificación de transporte ferroviario en su país y con fuertes lazos y simpatías por los totalitarismos que surgían en la Europa de entreguerras.
El 30 de julio de 1930 por Ordenanza Municipal 4.070 se otorga una concesión a la Compañía Anónima de Proyectos y Construcciones de Madrid (CAPYC) para la construcción de una red de cuatro líneas que con algunas modificaciones serían las posteriores “C”, “D” y “E” de la red de Subte de Buenos Aires. Con el objeto de llevar a cabo las obras concedidas a CAPYC se funda en Madrid la Compañía Hispano–Argentina de Obras Públicas y Finanzas (CHADOPyF), subsidiaria de aquella. Una vez constituida la empresa se emitieron cédulas de construcción para que fueran compradas por los ciudadanos y así generar los recursos necesarios para la construcción de las líneas. La empresa acumuló capital mediante la emisión de debentures (cédulas de ahorro), que había vendido entre inmigrantes españoles en Buenos Aires, apelando a valores de la nacionalidad hispana y al vínculo histórico con la Argentina que los había cobijado.

## Construcción de la línea 1 (actualC)

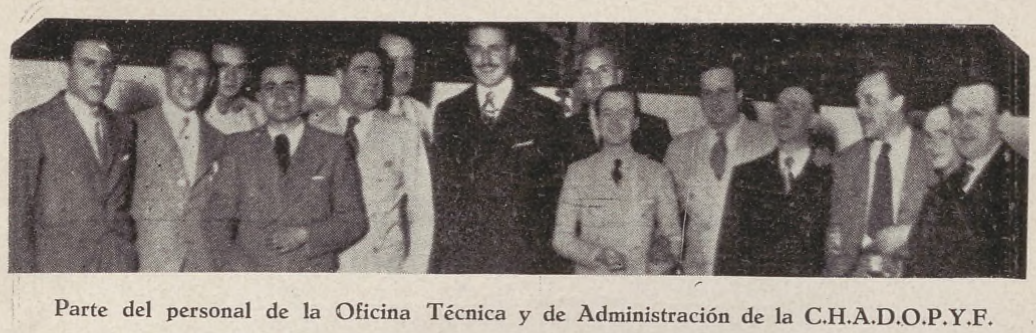
Parte del personal de la Oficina Técnica y de Administración de la CHADOPYF durante la construcción de la línea 1 (actual línea C).

La construcción de la ansiada línea subterránea que uniría Retiro con Constitución (las dos terminales ferroviarias más importantes de la ciudad) comenzó el 24 de abril de 1933. 
El primer tramo, entre las estaciones Constitución y Diagonal Norte se habilitó al público el 9 de noviembre de 1934. Finalmente, la línea llegó a Retiro el 6 de febrero de 1936. Para la construcción de la estación General San Martín fue necesario cambiar el tramo entre Lavalle y Retiro, por lo cual la misma fue habilitada recién el 17 de agosto de 1937.

### Características
Las estaciones de la línea fueron decoradas con cuidadas cerámicas y mayólicas. Además, a excepción de San Martín, todas las estaciones poseían murales con paisajes típicos de la geografía española, ganándose el ramal el apodo de «línea de los españoles».

## Construcción de las líneas 3 y 4 (actualD)
Este ramal surge de la unión de dos líneas distintas proyectadas: la denominada 3 iría de Plaza de Mayo hasta Cid Campeador (con tramos similares a las actuales  y ) mientras que la 4 iría de San Cristóbal hasta el barrio de Belgrano (con tramos similares a las actuales  y ).
Finalmente, el 16 de abril de 1935 comenzó la construcción de la línea Plaza de Mayo - Belgrano. El primer tramo habilitado comprendía las estaciones Florida (hoy Catedral), Carlos Pellegrini (hoy 9 de Julio) y Tribunales, además de un túnel de vinculación (para maniobras) con la línea 1 () y un pasillo para combinación de pasajeros con esa línea y con el Ferrocarril Terminal Central de Buenos Aires ().
Este tramo fue habilitado el 3 de junio de 1937.
La CHADOPyF llegó a construir algunos metros más allá de la estación Palermo, incluyendo esta estación y las intermedias desde Tribunales. Sin embargo, este tramo fue inaugurado en febrero de 1940 por su sucesora, la Corporación de Transportes de la Ciudad de Buenos Aires.

## Construcción línea 2 (actualE)
En 1938 comenzaron las obras para la construcción de la línea Plaza Constitución - Parque Chacabuco. La CHADOPyF llegó a finalizar (en 1940), mas no inaugurar, el tramo entre Constitución y General Urquiza.

## Desaparición
Hasta 1938 la CHADOPyF había construido 16,4 kilómetros en tres líneas del metropolitano. La CTAA presionaba intensamente a la Municipalidad para recuperar su hegemonía en el transporte tranviario, y finalmente lo logró. En febrero de 1939 se creaba, en el marco del Pacto Roca-Runciman, la Corporación de Transportes de la Ciudad de Buenos Aires (CTCBA), órgano único de composición mixta (estatal y privada) que se quedó con el control de los tranvías, subterráneos y los primeros colectivos. Por supuesto, la parte privada fue representada por la Anglo Argentina.
Según la CHADOPyF, la subvaloración de sus activos realizada por la Corporación comprometía sus finanzas. Finalmente, el 30 de junio de 1940 la compañía, al no poder usufructuar sus bienes, se vio obligada a incumplir el pago de intereses de sus cédulas de ahorro, que habían sido adquiridas como inversión por 30 mil ahorristas (a un promedio de $ 2.500 per cápita), en su mayoría pequeños ahorristas, comerciantes de barrio, almaceneros e incluso obreros, la mayoría de ellos miembros de la enorme colectividad española de Buenos Aires.
La CHADOPyF acusó a la Corporación de Transportes por no recibir el adelanto comprometido. El 5 de enero de 1941 la Compañía Hispano Argentina entregó sus bienes a la Corporación de Transportes, suscribiendo un acuerdo que contemplaba el derecho de los ahorristas. Para aquel entonces la CHADOPyF había construido 14.700 metros de túneles bajo la Ciudad de Buenos Aires.
Comenzó así el escándalo CHADOPyF y la penuria de los ahorristas se agudizó, pero el golpe de gracia para la compañía no provino de este lado, sino del golpe militar del 4 de junio de 1943. En 19 de junio de 1944 el presidente del gobierno militar Edelmiro Farrell decretó la estatización de las deudas de la compañía a cambio de que esta cediera sus bienes a la CTCBA. Al día siguiente, el Estado habilitó al público el tramo Constitución-Urquiza de la Línea E, cuyas obras habían sido terminadas en 1940.
Finalmente, el gobierno argentino dictó el Decreto 6.375 del 22 de marzo de 1945, donde establecía el canje de títulos de debentures CHADOPyF por documentos del Título Nacional de Crédito Argentino Interno, y el Decreto 14.066 del 31 de octubre de 1946 que autorizaba a los tenedores de debentures emitidos por CHADOPyF a canjearlos por Títulos de Crédito Argentino al 3,5 %.